# Pseudochaeta curepei
Pseudochaeta curepei là một loài ruồi trong họ Tachinidae.